# Monument aux morts national gallois
Le Monument aux morts national gallois, ou encore le Mémorial de guerre national gallois, est un bâtiment commémoratif de la Première Guerre mondiale édifié dans les jardins d’Alexandra, au sein du Parc de Cathays, à Cardiff, capitale du pays de Galles. Le monument honore également la mémoire des morts de la Seconde Guerre mondiale.

## Caractéristiques
Le mémorial est composé d'une colonnade de forme circulaire avec en son centre un groupe de sculptures posées sur un socle. Au sommet du socle, une statue de victoire ailée tenant une épée à la main est représentée sous les traits de l'empereur romain Hadrien. À la base du socle ont été posées trois sculptures d'hommes brandissant des couronnes. Sur le monument sont inscrites en gallois et en anglais des dédicaces.